# Cattleya victoria-regina
Cattleya victoria-regina là một loài thực vật có hoa trong họ Lan. Loài này được auct. mô tả khoa học đầu tiên năm 1892.